# ميشيلا هيرمانسون
ميشيلا هيرمانسون (بالسويدية: Michaela Hermansson)‏ هي لاعبة كرة قدم سويدية، ولدت في 9 فبراير 1990 في السويد. لعبت مع Kvarnsvedens IK ‏.

## وصلات خارجية
- ميشيلا هيرمانسون على موقع قاعدة بيانات كرة القدم.إي يو (الإنجليزية)
- ميشيلا هيرمانسون على موقع Soccerway.com (الإنجليزية)